# Mimocornuscoparia chassoti
Mimocornuscoparia chassoti är en skalbaggsart som beskrevs av Stefan von Breuning 1970. Mimocornuscoparia chassoti ingår i släktet Mimocornuscoparia och familjen långhorningar. Inga underarter finns listade i Catalogue of Life.